# Indigofera schinzii
Indigofera schinzii är en ärtväxtart som beskrevs av Nicholas Edward Brown. Indigofera schinzii ingår i släktet indigosläktet, och familjen ärtväxter. Inga underarter finns listade i Catalogue of Life.